# 费雷鲁埃拉德韦尔瓦
费雷鲁埃拉德韦尔瓦，是西班牙阿拉贡自治区特鲁埃尔省的一个市镇。总面积20平方公里，总人口80人（2001年），人口密度4人/平方公里。